# Лољио ди Сото (Павија)
Лољио ди Сото је насеље у Италији у округу Павија, региону Ломбардија.
Према процени из 2011. у насељу је живело 48 становника. Насеље се налази на надморској висини од 136 м.